# Na stare lepe čase (album)
Na stare lepe čase je 11. album Ansambla Modrijani, ki je izšel leta 2010 pri založbi VOX.
Zgoščenka je postala prodajni hit med narodnozabavnimi projekti, saj se je večkrat (tudi še v začetku leta 2011) uvrstila na lestvico SLO TOP 30. Obenem se je uspešno prodajala tudi v CD Marketu na Golica TV, kjer so v enem tednu prodali preko 500 zgoščenk in preko 500 DVD-jev Noč Modrijanov 2010, kar je predstavljalo svojevrsten uspeh v času, ko ljudje ne kupujejo več originalnih zgoščenk.

## Seznam pesmi
| Št. | Naslov                           | Pisec                                   | Dolžina |
| --- | -------------------------------- | --------------------------------------- | ------- |
| 1.  | „Klic srca‟ (gostuje Elda Viler) | Tine Lesjak/Franci Smrekar/Tine Lesjak  | 4:02    |
| 2.  | „Na stare lepe čase‟             | Rok Švab/Ivan Sivec                     | 2:52    |
| 3.  | „Ljubica moja‟                   | Jože Burnik/Jože Galič/Jože Burnik      | 2:52    |
| 4.  | „Ti nisi taka‟                   | Franc Kramer/Franc Pupis/Franc Kramer   | 3:24    |
| 5.  | „Bila si mi vse‟                 | Franc Šegovc/Zora Založnik/Franc Šegovc | 3:49    |
| 6.  | „Če dve ljubici imaš‟            | Brane Klavžar/Vera Šolinc               | 2:32    |
| 7.  | „Ko spet pride jesen‟            | Rok Švab/Matej Kocjančič/Niko Zlobko    | 3:17    |
| 8.  | „Franjo je zaljubljen‟           | Rok Švab/Vera Šolinc/Rok Švab           | 2:44    |
| 9.  | „Žito‟                           | Rok Švab/Jože Galič                     | 2:55    |
| 10. | „Modrijan itak zna le Modrovati‟ | Brane Klavžar/Vera Šolinc               | 2:24    |
| 11. | „Tihe ljubezni‟                  | Brane Klavžar/Neža Maurer/Brane Klavžar | 2:59    |

## O pesmih
- Klic srca - Pesem je bila ustvarjena že nekaj let pred dejanskim snemanjem, saj sta avtorja čakala na po njunem mnenju prave izvajalce za to skladbo. Tako so Modrijani združili moči z Eldo Viler. Na Noči Modrijanov 2010 je pesem doživela takšno navdušenje občinstva, da so jo morali takoj še enkrat izvesti. Skladba se je po podatkih SAZAS-a na lestvici top 50 skladb na nacionalnem radiu leta 2014 uvrstila na 24.-29. mesto.[2][3] Pesem se nahaja tudi na kompilacijskem albumu Modrijanova rož'ca iz leta 2016.[4]
- Ti nisi taka - Skladbo v originalu izvaja Ansambel Fantje z vseh vetrov. Pesem se nahaja tudi na kompilacijskem albumu Modrijanova rož'ca iz leta 2016.[4]